# 20540 Marhalpern
20540 Marhalpern este un asteroid din centura principală de asteroizi.

## Descriere
20540 Marhalpern este un asteroid din centura principală de asteroizi. A fost descoperit pe 7 septembrie 1999 la Socorro, New Mexico, în cadrul proiectului LINEAR. Asteroidul prezintă o orbită caracterizată de o semiaxă mare de 2,75 ua, o excentricitate de 0,06 și o înclinație de 5,6° în raport cu ecliptica.